# Cölestin Brader
Cölestin Brader, křestním jménem Johann Baptist Brader (10. dubna 1824 Algund – 31. prosince 1894 Stams), byl rakouský římskokatolický duchovní a politik německé národnosti z Tyrolska, v 2. polovině 19. století poslanec Říšské rady.

## Biografie
Působil jako opat cisterciáckého kláštera v Stamsu. 20. září 1845 vstoupil do kláštera v Stamsu. 29. července 1849 byl v Brixenu vysvěcen na kněze. Působil pak v dominikánském klášteře Maria Steinach v Algundu. Byl kooperátorem na klášterní faře. Vyučoval náboženství v Mehrerau. Od roku 1860 byl kooperátorem v Maisu. 7. listopadu 1867 se stal opatem kláštera v Stamsu.
Zasedal jako poslanec Tyrolského zemského sněmu. Zemský sněm ho roku 1868 zvolil i za poslance Říšské rady (celostátního parlamentu Předlitavska), tehdy ještě nepřímo volené zemskými sněmy. Nastoupil 20. října 1868 místo Pirmina Pockstallera zasedal v kurii virilistů. Na mandát v Říšské radě rezignoval 27. ledna 1870 v rámci hromadného složení mandátu několika poslanců za Tyrolsko, poté co na předchozí schůzi nebylo přijato usnesení, že Tyrolané nejsou Rakušany. Opětovně byl zemským sněmem delegován do vídeňského parlamentu roku 1870 a roku 1872, za kurii biskupů, prelátů, univerzit, šlechty a velkostatkářů v Tyrolsku. Složil slib 13. ledna 1872. Rezignaci oznámil na schůzi 15. února 1873. Uspěl i v prvních přímých volbách roku 1873, za kurii velkostatkářskou, 1. voličský sbor. Slib složil 13. listopadu 1873. V roce 1873 se uvádí jako Cölestin Brader, opat cisterciáckého kláštera v Stamsu, bytem Stams. V roce 1873 zastupoval v parlamentu opoziční blok. V roce 1878 zasedal v poslaneckém Hohenwartově klubu (tzv. (Strana práva), která byla konzervativně a federalisticky orientována. V parlamentu patřil mezi méně aktivní poslance.
Zemřel náhle v prosinci 1894.